# 이시야마도리 정류장
이시야마도리 정류장(일본어: 石山通停留場, いしやまどおりていりゅうじょう)은 일본 홋카이도 삿포로시 주오구에 위치한 삿포로 시 교통국(삿포로 시영 전차) 야마하나 선의 정류장이다. 정류장 번호는 SC13이다.

## 정류장 구조
2면 2선의 대향식 교차점을 사이로 서쪽으로 스스키노 방향, 동쪽에 니시 4초메 방면 승강장이 있고 안전 지대가 설치되어 있다.

## 정류장 주변
- 국도 제230호선
- 미나미 경찰서 야마하나 파출소
- 삿포로 미나미니주이치조 우체국
- 호쿠요 은행 이시야마도리 지점
- 홋카이도 은행 이시야마도리 출장소

## 역사
- 1931년 11월 23일: 개업(단선).
- 1954년 7월: 복선화.
- 2015년 4월 1일: 정류장 번호 설정.

## 인접역
| 삿포로 시 교통국 ● 삿포로 시영 전차 야마하나 선 | 삿포로 시 교통국 ● 삿포로 시영 전차 야마하나 선 | 삿포로 시 교통국 ● 삿포로 시영 전차 야마하나 선 |
| ----------------------------------------------- | ----------------------------------------------- | ----------------------------------------------- |
| SC12 주오토쇼칸마에 외선 순환                   | 시영 전철 운행 계통                             | SC14 히가시톤덴도리 내선 순환                   |